# 승가
승가(僧迦)는 산스크리트어의 상가(संघ, saṃgha)의 팔리어 상가(Saṅgha)의 음역으로  중(衆) · 화합중(和合衆)으로 번역된다.
승가는 본래 2600년전 부처님 당시에 가나(gana)라고도 하며, '집단' '모임' '무리'라는 뜻으로 고타마 붓다 당시에는 동업조합(同業組合)으로서의 길드(guild)와 경제 단체나 어떤 종류의 종교 단체를 가리킨 것이었다. 이 경우, 예를 들어 카스트처럼 태생에 의해 규정된 집단이 아니라 동일 목적으로 모인 사람들의 공동체로서, 그 성원은 평등하며 동일한 규범에 복종하고 그 가맹은 자유 의지에 의한 것이다.부처님은 물론 뿌라나 깟사빠등 육사외도들의 모임도 '승가'라고 불렀고 그들을 부를때 승가를 가진자(saṅghī) 무리를 가진자(gaṇī)라고 표현하였다.  
뿌라나 깟사빠라는 분이 있는데, 그는 승가를 가졌고 무리를 가졌고 무리의 스승이며 지자요 명성을 가졌고 교단의 창시자요 많은 사람에 의해서 사두로 인정됩니다."(pūraṇo kassapo saṅghī ceva gaṇī ca gaṇācariyo ca ñāto yasassī titthakaro sādhusammato bahujanassa)— 사문과경(D2)

'모임' '무리'라는 단순한 의미만 있었던 승가에 부처님은 새로운 의미를 부여하였다. 그래서 승가(saṅgha)는 복잡하고 총체적인 의미를 가지게 되었으며 승가(saṅgha)의 어원을 분석해도 그 뜻이 정확하게 드러나지도 않는 단어가 되었다. 번역가들이  붓다(Buddha)  담마(Dhamma) 상가(Sangha)를 번역하지 않고 소리나는 대로 불타, 담마, 승가라고 음역하는 이유다. (담마는 법(法)이라고 번역되었지만 담마에는 진리,이치,현상,규칙,가르침,심리현상,사건등의 뜻이 있기에 법이라는 번역은 부족하다)  간단하게 말하면 경장(經藏)이 붓다와 담마의 주석이며 율장(律藏)이 승가의 주석이라 할 수 있다.
붓다(Buddha)  담마(Dhamma) 상가(Sangha)가 단축되어 '불법승(佛法僧)'으로 불리면서 승가의 의미는 다시 변화된다. 불타(佛陀)에서 타(陀)가 떨어져 불(佛)이 된 것처럼 승가(僧迦)에서 가(迦)가 떨어져 나가 승(僧)으로 단독 사용되면서 탁발승, 객승, 화주승,동자승등 승(僧)이 개인의 의미로 사용되었다. 오늘날 '승가=스님' 혹은 '승가=스님들'이라는 오해가 여기에서 비롯된다. 상황이 이렇다 보니 교단(parisa)과 승단(Saṅgha)을 구분하지 못하여 승가에 재가자도 포함되어야 한다는 오해가 있고 대한불교조계종에서는 승가를 '스님들' '거룩한 스님들'이라 번역하여 '거룩한 스님들께 귀의합니다'라고 승귀의를 하고 있다. "거룩한 스님들께 귀의합니다."라고 번역한 승귀의는 바른 번역이 아니다.  
초기 승가에서는 “부처님께 귀의합니다. 가르침에 귀의합니다. 상가에 귀의합니다.(Saṃghaṃ saraṇaṃ gacchāmi)를 3번 반복하는 것으로 출가의식을 대신하였다. 이때 귀의 대상은 분명히 승보(Saṅghe ratana)가 아니라 상가(Saṅgha)이다.  상가(Saṅgha)에는 불자가 되고 출가자가 되는 귀의처,  4인이상의 공동체(communitiy) ,보시하면 큰 과보를 받는 공덕처,  포살과 자자를 통해 자정능력을 갖게되는 청정과 화합의 공동체라는 뜻을 포함하고 있다. 
보시의 분석 경(M142)이나 웰라마 경(A9:20)에서 개인(붓다)에게 보시하는 것보다 승가(공동체)에 보시하는 것이 공덕이 더 크다고 말한다.불법승은 중생의들의 복밭[福田]이라 하는데 부처님과 사쌍팔배를 비교한다면 부처님이 사쌍팔배보다 더 큰 복밭이다. 그런데 사쌍팔배가 속한 승가와 부처님을 비교한다면 승가가 더큰 복밭이다. 부처님보다 승가에 보시하는 공덕이 큰 것은 개인이 아닌  '승가공동체'이기 때문이다. 

사쌍팔배를 상가라고 말할때 성인이 몇명이상인지 갈마와 포살을 하는지와는 관련이 없이 오로지 수행계위를 얻은 '모임' '무리'를 뜻한다. 이것이 부처님이 새롭게 의미 규정하기전에 사용된  '단순한 의미와 승가'이다.  그러나 승가(saṅgha)는 점차로 복잡하고 총체적인 의미를 가지게 된다. 다섯종류의 승가(4인승가,5인승가,10인승가,20인승가,20인이상승가)가 나타나고 안거,포살,갈마등을 같이 하는 '현전승가'가 나타나 승가의 운영방법등이 율장에 자세히 설명되고 있다. "갈마를 함께 하고(同一羯磨), 포살을 함께 하는 것(同一說戒)"을 화합승가라한다고 정의된다. 이에 반해 교단(敎團)은 4부대중을 뜻하는 빠리사(parisa)의 번역어이다.

불교의 승가가 성립된 것은 보리수 밑에서 정각(正覺)을 얻은 고타마 붓다가 비나레스에서 처음으로 5명의 비구들에게 설법을 한 초전법륜(初轉法輪)의 때이며, 거기에서 고타마 붓다를 합친 6명의 승가가 성립된 셈이다. 그 후 불교 승가의 성원수는 증가되어 갔으나, 승가의 성원으로서는 고타마 붓다와 다른 비구들이 모두 평등하며, 모두 동일한 규율에 복종했던 것으로 생각된다. 그 규율도 승가의 확장에 따라 여러 종류로 차차 증가되어 후일 율장(律藏)으로 통일되었다.

## 같이 보기
- 법 (불교)
- 부처
- 삼보

## 참고 문헌
- 이 문서에는 다음커뮤니케이션(현 카카오)에서 GFDL 또는 CC-SA 라이선스로 배포한 글로벌 세계대백과사전의 내용을 기초로 작성된 글이 포함되어 있습니다.